# Absoluter Idealismus
Absoluter Idealismus ist eine philosophische Theorie, die hauptsächlich mit den beiden deutschen Philosophen G. W. F. Hegel und Friedrich Schelling und dem US-amerikanischen Philosophen Josiah Royce in Verbindung gebracht wird, aber in ihren Grundzügen auf Hegel zurückgeht.

## Grundprinzipien
Der absolute Idealismus lässt sich allgemein durch folgende Prinzipien charakterisieren:
1. Die alltägliche Welt der Dinge und des verkörperten Geistes ist nicht die Welt, wie sie wirklich ist, sondern nur so, wie sie in unkritischen Kategorien erscheint.
2. Die beste Widerspiegelung der Welt findet sich nicht in physikalischen und mathematischen Kategorien, sondern in den Begriffen eines sich seiner selbst bewussten Geistes.
3. Denken ist die Beziehung jeder einzelnen Erfahrung zu dem unendlichen Ganzen, dessen Ausdruck sie ist, und nicht das Aufzwingen vorgefertigter Formen auf gegebenes Material.

## Hegels Idealismus: Die endliche Welt als Abbild des Geistes

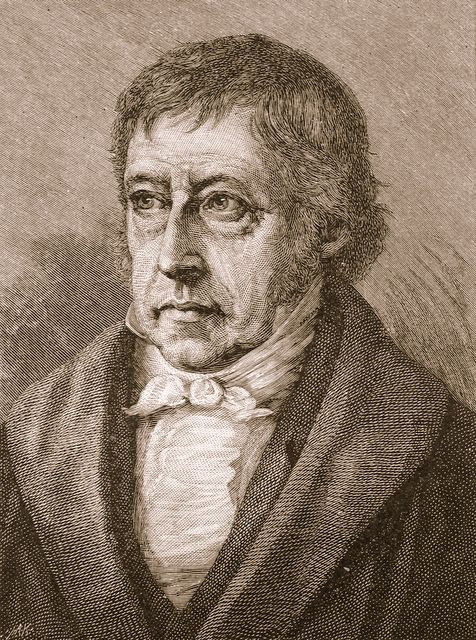
Georg Wilhelm Friedrich Hegel

Idealismus bedeutete für Hegel, dass die endliche Welt ein Abbild des Geistes ist, der allein wirklich ist. Er vertrat die Auffassung, dass das begrenzte Sein (das, was entsteht und vergeht) das unendliche, unbegrenzte Sein voraussetzt, innerhalb dessen das Endliche ein abhängiges Element ist. In dieser Sichtweise wird Wahrheit zu einer Beziehung der Harmonie oder Kohärenz zwischen Gedanken und nicht zu einer Übereinstimmung zwischen Gedanken und äußeren Realitäten. Indem man von der verwirrenden Welt der sinnlichen Erfahrung zu den komplexeren und kohärenteren Kategorien der Wissenschaft übergeht, nähert man sich der absoluten Idee, von der alle anderen abstrakten Ideen nur Teile sind. Diese zunehmende Klarheit zeigt sich nach Hegel auch darin, dass die spätere Philosophie die frühere voraussetzt und sich aus ihr entwickelt, um sich schließlich dem zu nähern, worauf sich alle Dinge beziehen und was doch in sich abgeschlossen ist, nämlich der absoluten Idee.
Hegels Idealismus bildete die Grundlage für den absoluten Idealismus vieler Philosophen (u. a. F. H. Bradley und Bernard Bosanquet), die den absoluten Idealismus zur vorherrschenden Philosophie des 19. Jahrhunderts machten.

## Unterschiede zwischen Hegel, Schelling und Royce
Obwohl Schelling wie Hegel an die absolute Idee glaubte, unterschied er sich von ihm dadurch, dass er das Absolute als die unterschiedslose oder eigenschaftslose Einheit der Gegensätze identifizierte. Im Zustand der intellektuellen Anschauung gehen Subjekt und Objekt als Gegensätze in der Anonymität des Absoluten verloren. Hegel griff diese Position in seiner Phänomenologie des Geistes (1807) an.
Royce vertrat die Ansicht, dass der menschliche Geist ein Fragment des Absoluten sei und dennoch irgendwie ein eigenes Selbst und eine eigene Person bleibe. Er vertrat die Ansicht, dass das individuelle Selbst (als Teil des Absoluten) durch die grundlegende Tugend der Treue in der Lage ist, seinen immer größeren und umfassenderen Sinn zu suchen und sich mit ihm zu identifizieren und sich so dem Absoluten zu nähern.